# Гагрский район
Га́грский райо́н (абх. Гагра араион, груз. გაგრის რაიონი) — район Абхазской АССР и частично признанной Республики Абхазии. Согласно административно-территориальному делению Грузии — Гагрский муниципалитет Абхазской Автономной Республики Грузии. Административный центр — город Гагра.
Общая территория района 772,4 кв. км. Расстояние от Гагры до российской границы 25 км, до столицы республики — Сухума 90 км. Гагрский район имеет протяженность на Черноморском побережье 53 км.

## История
Образован в 1940 году в Абхазской АССР. В 1904 году Гагрская волость Сухумского округа вошла в состав Сочинского округа Черноморской губернии и находилась в ней до июня 1920 года, после чего вошла в состав ССР Абхазии, а затем Абхазской АССР.
Здесь воевал отряд известного террориста Басаева. Геннадий Трошев в книге «Моя война. Чеченский дневник окопного генерала» так описал деятельность Басаева в окрестностях Гагры и посёлка Леселидзе:

Басаевских «янычар» (а их было 5 тысяч) отличала на той войне бессмысленная жестокость. Осенью 1993 года в окрестностях Гагры и посёлка Леселидзе лично сам «командующий» руководил карательной акцией по уничтожению беженцев. Несколько тысяч грузин были расстреляны, вырезаны сотни армянских, русских и греческих семей. По рассказам чудом спасшихся очевидцев, бандиты с удовольствием записывали на видеоплёнку сцены издевательств и изнасилований.

## Населённые пункты
В районе находятся два города Гагра, Пицунда, два поселка городского типа Цандрыпш и Бзыпта, а также 10 сельских административных центров и 35 сел, в том числе Гечрипш, Алахадзы, Амзара, Багрыпста, Лдзаа, Махадыр, Мкялрыпш, Псахара, Хашпсы, Хышхарыпш.

## Население
| Численность населения | Численность населения | Численность населения | Численность населения | Численность населения | Численность населения | Численность населения |
| 1926                  | 1939                  | 1959                  | 1970                  | 1979                  | 1989                  | 2003                  |
| --------------------- | --------------------- | --------------------- | --------------------- | --------------------- | --------------------- | --------------------- |
| 9947                  | ↗39 501               | ↗52 229               | ↗67 451               | ↘65 889               | ↗77 079               | ↘37 002               |
| 2011                  | 2013                  | 2014                  | 2015                  | 2016                  | 2017                  | 2018                  |
| ↗40 217               | ↘40 020               | ↘39 895               | ↘39 746               | ↘39 625               | ↘39 549               | ↘39 510               |
| 2019                  | 2020                  |                       |                       |                       |                       |                       |
| ↘39 390               | ↘39 279               |                       |                       |                       |                       |                       |

Численность населения района в 2011 году составила 39 342 человека, по итоговым данным переписи населения 2011 года — 40 217 человек.
Национальный состав района по переписям населения 2003 и 2011 гг.:
| Народ                         | 2003, чел. | %        | 2011, чел. | %        |
| ----------------------------- | ---------- | -------- | ---------- | -------- |
| абхазы                        | 10 235     | 27,66 %  | 15 482     | 38,50 %  |
| армяне                        | 16 322     | 44,11 %  | 15 422     | 38,35 %  |
| русские                       | 7 379      | 19,94 %  | 6 334      | 15,75 %  |
| грузины (в том числе мегрелы) | 1 204      | 3,25 %   | 1 003      | 2,49 %   |
| украинцы                      | 596        | 1,61 %   | 529        | 1,32 %   |
| греки                         | 268        | 0,72 %   | 259        | 0,64 %   |
| эстонцы                       | 296        | 0,80 %   | н.д.       | н.д.     |
| осетины                       | 154        | 0,42 %   | н.д.       | н.д.     |
| другие                        | 548        | 1,48 %   | 1188       | 2,95 %   |
| итого                         | 37 002     | 100,00 % | 40 217     | 100,00 % |

В 1989 году в Гагрском горсовете (районе) жило 77 079 жителей, в том числе 29,7 % — армяне, 28,0 % — грузины, 24,2 % — русские, 9,1 % — абхазы, 3,8 % — украинцы, 1,2 % — греки.

## Экономика и туризм
Район отличается высоким рекреационным потенциалом. В 1921 году Гагра была объявлена курортом общегосударственного значения. Распад СССР и грузино-абхазская война отрицательно сказались на курортной индустрии, однако в последние годы поток туристов, в основном из России, растёт. Район непосредственно граничит с Краснодарским краем России (граница проходит по реке Псоу).

## Достопримечательности

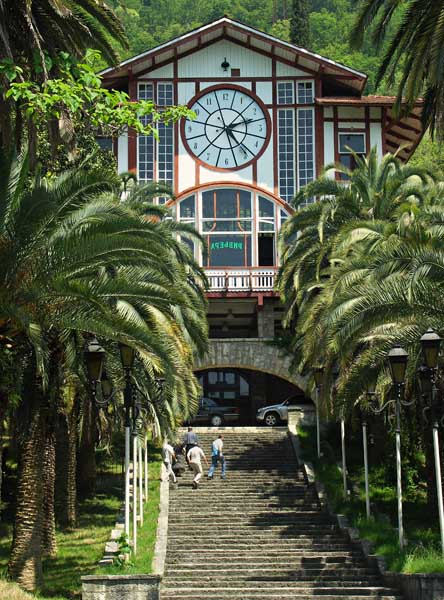
Ресторан «Гагрипш»

- Патриарший собор в Пицунде;
- Замок принца Ольденбургского;
- Гагрская колоннада;
- Крепость Абаата;
- Ресторан «Гагрипш»

## Администрация района
Руководство района:
- Хагуш Юрий Львович — глава администрации района.
- Кондакова Этери Валерьевна — заместитель главы администрации района, заведующий отделом экономики и прогнозирования администрации района.

Адрес: г. Гагра, проспект Ардзинба, д. 145.